# NFL Scouting Combine
NFL Scouting Combine é uma espécie de laboratório de observação para futuros jogadores da NFL, que poderão ser escolhidos no próximos Drafts. Trata-se de um dos períodos mais importantes para o recrutamento universitário da liga profissional de futebol americano, onde as promessas universitárias são avaliadas pelos departamentos de estatísticas dos 32 times da NFL. Um bom desempenho no Combine pode significar uma escalada nos rankings do draft, assim como um desempenho trágico pode causar uma queda vertiginosa.
Apenas jogadores convidados podem participar do Combine, onde participarão de testes físicos, mentais e por entrevistas, tudo diante dos chefões da NFL. Os atletas participam de atividades gerais para todos e movimentos específicos para cada posição.

## Principais testes
| Teste                           | Tipo                                      | Info                                                                                       | Recordista                                           | Ref.  |
| ------------------------------- | ----------------------------------------- | ------------------------------------------------------------------------------------------ | ---------------------------------------------------- | ----- |
| Short Shuttle (20 Yard Shuttle) | teste de agilidade                        | o jogador tem que percorrer curtas distâncias e encostar a mão no chão                     | Jason Allen (3,81 seg. Recorde batido em 2006)       |       |
| 40 Yard Dash                    | teste de velocidade                       | o jogador precisa percorrer 40 jardas no menor tempo possível                              | Xavier Worthy (4s21. Recorde batido em 2024)         | [ 3 ] |
| Vertical Jump                   | teste de força e altura                   | o jogador salta para alcançar o ponto mais alto possível                                   | Donald Washington (1:37m. Recorde batido em 2015)    |       |
| Broad Jump                      | é uma espécie de salto em distância       | os jogadores saem de um ponto e precisam saltar o mais longe possível                      | Byron Jones (3,73m. Recorde batido em 2015)          |       |
| Bench press                     | é o teste de força                        | os atletas precisam levantar pesos de mais de 100 quilos no máximo de reposições possíveis | Stephen Paea (49 repetições. Recorde batido em 2011) |       |
| 3 cone drill                    | este é um teste de agilidade e velocidade | o jogador precisa trocar rapidamente de direção e manter a velocidade                      | Jeffrey Maehl (6:42 seg. Recorde batido em 2011)     |       |